# Xosé Ramón Pena

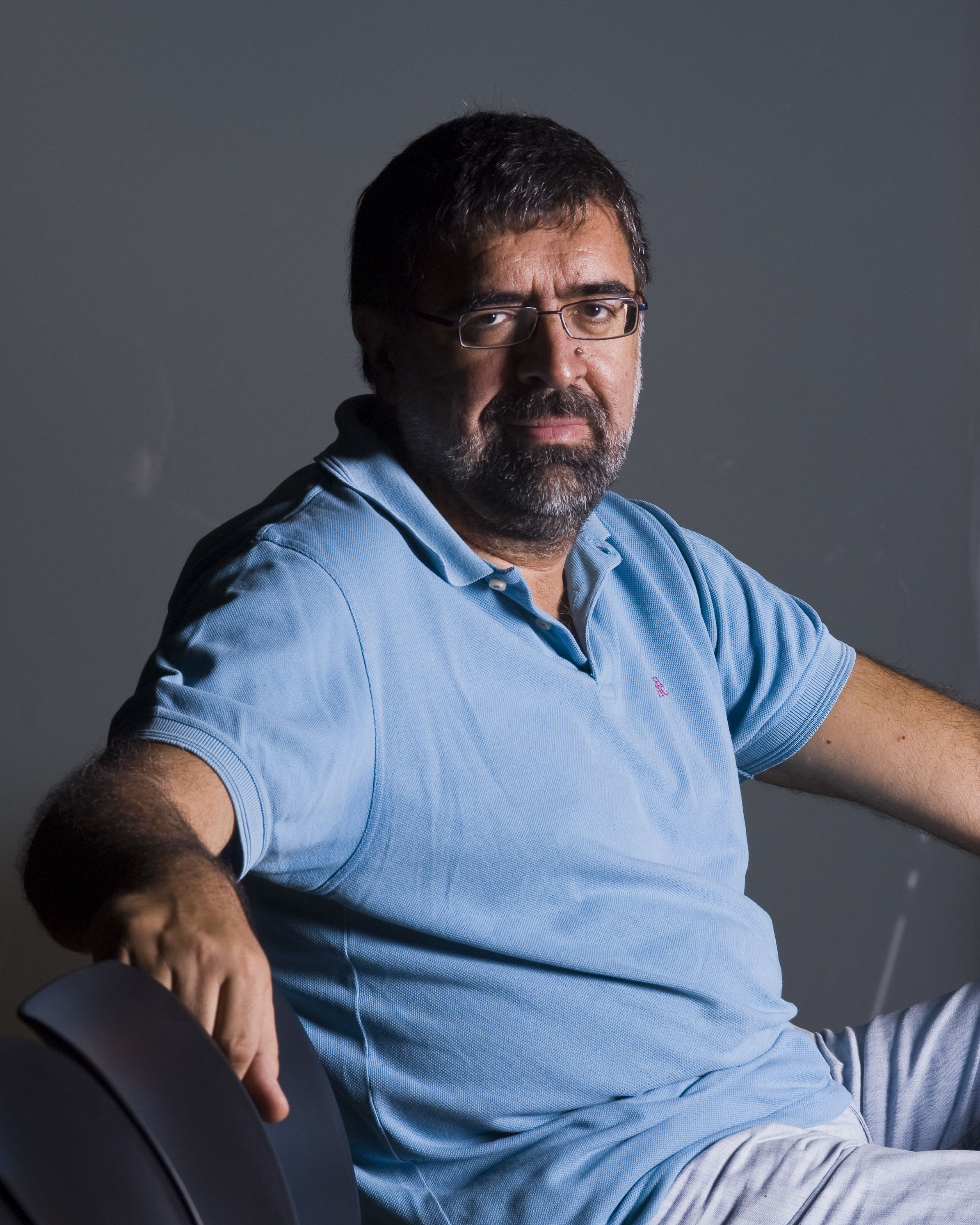
Xosé Ramón Pena.

Xosé Ramón Pena (Betanzos, 1956) es un escritor español en lengua gallega.
Nacido en Betanzos (1956), pasó la infancia y juventud en La Coruña. Estudió Filología Hispánica y Gallego-portuguesa en la Universidad de Santiago de Compostela, por la que es doctor en Filología. Profesor en las universidades de Vigo y California (Sta. Barbara), en la actualidad trabaja como catedrático de Lengua y Literatura Gallega en Vigo. Asimismo imparte clases en la UNED.
Su labor ocupa los espacios de la investigación en la Historia de la Literatura, en la narrativa y en el periodismo. Dentro del primero de ellos, está especializado en los campos de la literatura medieval y de las vanguardias gallegas llevando a cabo diferentes estudios sobre el lirismo trobadoresco y editando la obra de Ramón Cabanillas, Amado Carballo o Manuel Antonio. Es autor de títulos como Manuel Antonio e a vangarda (1996), Xograres do mar de Vigo (1998), Historia de la literatura medieval galego-portuguesa (2002) o —con Manuel Forcadela— Estudos sobre Os Eoas de Eduardo Pondal (2005). Asimismo llevó a cabo el estudio y edición de Na noite estrelecida (1987) Da Terra asoballada (1994), A esmorga (2001) y No desterro (2010). Es también coautor de la edición de la Poesía gallega completa de R. Cabanillas (2009). Últimamente trabaja en la elaboración de una Historia de la literatura gallega de la cual se han publicado cuatro tomos: Historia da literatura galega (I): Das orixes a 1853 (2013),Historia da literatura galega (II): De 1853 a 1916. O Rexurdimento (2014) -obra, esta última, que obtuvo los premios Fervenzas Literarias (2014) al mejor libro de ensayo, y Premio de la Crítica (2015) en la modalidad de Investigación-, Historia de la literatura gallega (III). De 1916 a 1936" (2016) y "Historia de la literatura gallega (IV). De 1936 a 1975. "A longa noite" (2019).
Como narrador está en posesión del Premio Xerais de novela y del Losada Diéguez a la modalidad de creación literaria, ambos por Para despois do adeus. Es autor de los siguientes títulos: O reverso do espello (1984), Para despois do adeus (1987) —hay traducción al castellano: Para después del adiós ISBN 978-84-7954-143-9—, Paixóns privadas (1991), A era de Acuario (1997), Fado de princesa (2005), A batalla do paraíso triste (2008) -hay traducción al castellano: "La batalla del paraíso triste" (2017) IABN 9788415992158-, Como en Alxeria (2012) -hay traducción al castellano: "Como en Argelia" (2015) ISBN 9788415992097) y "Todas as vidas" (2020). 
Colaborador habitual en periódicos y revistas, mantiene desde hace años una columna semanal en el diario Faro de Vigo, en el cual dirige también el suplemento cultural semanal Faro da Cultura.
- Datos: Q3395387
- Multimedia: Xosé Ramón Pena / Q3395387